# Козятники
Козятники — деревня в Починковском районе Смоленской области России. Входит в состав Шаталовского сельского поселения. Население — 22 жителя (2007 год). 
Расположена в центральной части области в 7 км к югу от Починка, в 5 км восточнее автодороги А141 Орёл — Витебск, на берегу реки Хмара. В 1 км западнее деревни расположена железнодорожная станция Энгельгардтовская на линии Смоленск — Рославль. 

## История
В годы Великой Отечественной войны деревня была оккупирована гитлеровскими войсками в июле 1941 года, освобождена в сентябре 1943 года.